# TýTý pro osobnost televizní publicistiky
TýTý pro osobnost televizní publicistiky je jedna z kategorií cen TýTý, ve které jsou oceňováni moderátoři a moderátorky televizní publicistiky. Cena v této kategorie se uděluje od samého začátku udělování cen. Do roku 2004 nesla kategorie název Moderátor publicistických pořadů.
Nejvíce cen v této kategorii, celkem deset, drží Radek John.

## Ocenění

### Moderátor zpravodajských pořadů
Jména jsou vypsána v pořadí, ve kterém skončili v diváckém hlasování.
| Rok  | Jméno            | Stanice        |
| ---- | ---------------- | -------------- |
| 1991 | Přemek Podlaha   | ČST            |
| 1991 | Otakar Černý     | ČST            |
| 1991 | Richard Honzovič | ČST            |
| 1991 | Jan Rosák        | ČST            |
| 1991 | Pavel Dumbrovský | ČST            |
| 1992 | Přemek Podlaha   | ČST            |
| 1992 | Otakar Černý     | ČST            |
| 1992 | Zuzana Bubílková | ČST            |
| 1992 | Antonín Přidal   | ČST            |
| 1992 | Richard Honzovič | ČST            |
| 1993 | Přemek Podlaha   | Česká televize |
| 1993 | Otakar Černý     | Česká televize |
| 1993 | Zuzana Bubílková | Česká televize |
| 1993 | Antonín Přidal   | Česká televize |
| 1993 | Jan Rosák        | Česká televize |
| 1994 | Přemek Podlaha   | Česká televize |
| 1994 | Radek John       | Nova           |
| 1994 | Milan Šíma       | Česká televize |
| 1994 | Otakar Černý     | Česká televize |
| 1994 | Jan Rosák        | Nova           |
| 1995 | Radek John       | Nova           |
| 1995 | Milan Šíma       | Česká televize |
| 1995 | Přemek Podlaha   | Česká televize |
| 1995 | Otakar Černý     | Česká televize |
| 1995 | Lenka Hornová    | Nova           |
| 1996 | Radek John       | Nova           |
| 1996 | Přemek Podlaha   | Česká televize |
| 1996 | Josef Klíma      | Nova           |
| 1996 | Marek Eben       | Česká televize |
| 1996 | Milan Šíma       | Česká televize |
| 1997 | Radek John       | Nova           |
| 1997 | Přemek Podlaha   | Česká televize |
| 1997 | Josef Klíma      | Nova           |
| 1997 | Marek Eben       | Česká televize |
| 1997 | Otakar Černý     | Česká televize |
| 1998 | Radek John       | Nova           |
| 1998 | Přemek Podlaha   | Česká televize |
| 1998 | Josef Klíma      | Nova           |
| 1998 | Marek Eben       | Česká televize |
| 1998 | Pavlína Wolfová  | Nova           |
| 1999 | Radek John       | Nova           |
| 1999 | Marek Eben       | Česká televize |
| 1999 | Josef Klíma      | Nova           |
| 1999 | Přemek Podlaha   | Česká televize |
| 1999 | Pavlína Wolfová  | Nova           |
| 2000 | Radek John       | Nova           |
| 2000 | Josef Klíma      | Nova           |
| 2000 | Marek Eben       | Česká televize |
| 2000 | Jan Musil        | Nova           |
| 2000 | Petr Bohuš       | Česká televize |
| 2001 | Radek John       | Nova           |
| 2001 | Marek Eben       | Česká televize |
| 2001 | Josef Klíma      | Nova           |
| 2001 | Jan Musil        | Nova           |
| 2001 | Pavlína Danková  | Nova           |
| 2002 | Radek John       | Nova           |
| 2002 | Marek Eben       | Česká televize |
| 2002 | Josef Klíma      | Nova           |
| 2002 | Jana Bobošíková  | Nova           |
| 2002 | Pavlína Danková  | Nova           |
| 2003 | Marek Eben       | Česká televize |
| 2003 | Radek John       | Nova           |
| 2003 | Josef Klíma      | Nova           |
| 2003 | Jana Bobošíková  | Nova           |
| 2003 | Pavlína Danková  | Nova           |
| 2004 | Marek Eben       | Česká televize |
| 2004 | Josef Klíma      | Nova           |
| 2004 | Radek John       | Nova           |
| 2004 | Pavlína Danková  | Nova           |
| 2004 | Václav Moravec   | Česká televize |

### Osobnost televizního zpravodajství
Jména jsou uvedena v náhodném pořadí. Pokud jsou známé i ostatní pořadí v diváckém hlasování, jsou uvedené za jménem v závorce.
| Rok  | Jméno                 | Stanice        |
| ---- | --------------------- | -------------- |
| 2005 | Radek John            | Nova           |
| 2005 | Marek Eben (2.)       | Česká televize |
| 2005 | Václav Moravec (3.)   | Česká televize |
| 2005 | Pavlína Danková (4.)  | Nova           |
| 2005 | Josef Klíma (5.)      | Nova           |
| 2006 | Radek John            | Nova           |
| 2006 | Josef Klíma (2.)      | Nova           |
| 2006 | Marek Eben (3.)       | Česká televize |
| 2006 | Václav Moravec (4.)   | Česká televize |
| 2006 | Pavlína Danková (5.)  | Nova           |
| 2007 | Václav Moravec        | Česká televize |
| 2007 | Marek Eben (2.)       | Česká televize |
| 2007 | Radek John (3.)       | Nova           |
| 2007 | Pavlína Danková       | Nova           |
| 2007 | Josef Klíma           | Nova           |
| 2008 | Václav Moravec        | Česká televize |
| 2008 | Marek Eben (2.)       | Česká televize |
| 2008 | Josef Klíma (3.)      | Nova           |
| 2008 | Radek John            | Nova           |
| 2008 | Pavlína Danková       | Nova           |
| 2009 | Václav Moravec        | Česká televize |
| 2009 | Pavlína Danková       | Nova           |
| 2009 | Marek Eben            | Česká televize |
| 2009 | Radek John            | Nova           |
| 2009 | Josef Klíma           | Nova           |
| 2010 | Josef Klíma           | Prima          |
| 2010 | Václav Moravec (2.)   | Česká televize |
| 2010 | Marek Eben (3.)       | Česká televize |
| 2010 | Janek Kroupa (4.)     | Prima          |
| 2010 | Pavlína Danková (5.)  | Nova           |
| 2011 | Václav Moravec        | Česká televize |
| 2011 | Josef Klíma (2.)      | Prima          |
| 2011 | Janek Kroupa (3.)     | Prima          |
| 2011 | Nora Fridrichová      | Česká televize |
| 2011 | Miroslav Vaňura       | Nova           |
| 2012 | Josef Klíma           | Nova           |
| 2012 | Václav Moravec (2.)   | Česká televize |
| 2012 | Janek Kroupa (3.)     | Nova           |
| 2012 | Nora Fridrichová      | Česká televize |
| 2012 | Marek Wollner         | Česká televize |
| 2013 | Josef Klíma           | Nova           |
| 2013 | Václav Moravec (2.)   | Česká televize |
| 2013 | Nora Fridrichová (3.) | Česká televize |
| 2013 | Michaela Jílková      | Česká televize |
| 2013 | Marek Wollner         | Česká televize |
| 2014 | Josef Klíma           | Prima          |
| 2014 | Marek Eben (2.)       | Česká televize |
| 2014 | Václav Moravec (3.)   | Česká televize |
| 2014 | Nora Fridrichová      | Česká televize |
| 2014 | Michaela Jílková      | Česká televize |

## Počet cen dle stanice
- Nova – 12
- Česká televize – 10 (z toho 2 ČST)
- Prima – 2

## Počet cen dle oceněných
10 cen
- Radek John

4 ceny
- Přemek Podlaha
- Václav Moravec
- Josef Klíma

2 ceny
- Marek Eben